# 霍氏粉褶菌
霍氏粉褶菌（學名：Entoloma hochstetteri），俗稱天蓝色蘑菇（Sky Blue mushroom），是一種擔子菌門真菌，隸屬於粉褶菌屬。這種真菌主要在亞洲及大洋洲出現，其藍色的外表是因晶體薁所致。其可食性仍然未知。
這種真菌是新西蘭政府於2002年發布的六種真菌郵票上的其中一個物種。新西兰储备银行於1990年印製的新西兰$50紗票的背面也印有這種真菌。

## 分類
霍氏粉褶菌最早是由奧地利真菌學家埃爾溫·雷查德於1866年描述的，其學名為霍氏蜡伞（Hygrophorus hochstetteri）。後來，真菌學家約翰·阿爾伯特·史蒂文森於1962年將學名改為現名。其學名中的是取自德國博物學家費迪南德·馮·霍赫施泰特，即「霍氏」。

## 描述
霍氏粉褶菌的菌蓋直徑能達4厘米（1.4英寸），呈靛青色，且略帶綠色的色調。其菌蓋呈凸面狀，且邊緣具條紋並向內斜。其菌褶之間的間距約為3–5毫米，呈靛青色，且略帶黃色的色調。子實層是連生的。其菌柄高約5厘米（2英寸），厚0.5厘米，呈靛青色，且表面长满纤毛。其孢子印呈紅粉色。其孢子的大小為9.9–13.2 x 11.8–13.2微米、呈四面體狀，透明，且僅有薄薄的孢子壁。而擔孢子的大小則為35.2–44.2 x 8.8–13.2微米，呈球桿狀，透明。

## 分佈及生境
霍氏粉褶菌主要分佈在紐西蘭，且北島及南島均有其蹤跡。這種真菌主要在闊葉林和針葉林中出現，且在罗汉松属、南山毛櫸樹下生長。印度也有這種真菌出現的紀錄。

## 可食性
霍氏粉褶菌的毒性和味道仍然未知，因此其可食性仍然存疑。

## 外部連結
- 霍氏粉褶菌的照片（一） （页面存档备份，存于）
- 霍氏粉褶菌的照片（二） （页面存档备份，存于）
- 霍氏粉褶菌的照片（三） （页面存档备份，存于）
- 更多信息 （页面存档备份，存于）